# پلازا ۶۶
پلازا ۶۶ (انگلیسی: Plaza 66) مجموعه‌ای از ۲ ساختمان ۶۶ طبقه و ۴۸ طبقه مستقر در شهر شانگهای، چین است، که در سال ۲۰۰۶ احداث گردید.